# Източно полукълбо
Източното полукълбо е частта от земното кълбо на изток от Гринуичкия меридиан (начален меридиан 0°) и на запад от антимеридиана (180°). Включва Европа, Азия, Африка, Австралия и част от Антарктида.